# Chobi
Chobi (georgisch ხობი) ist eine kleine Stadt (kalaki) in der georgischen Verwaltungsregion Mingrelien und Oberswanetien.

## Geografie
Chobi liegt am Fluss Chobiszqali in der Kolchische Tiefebene. Sie hat 4242 Einwohner (2014). 1981 erhielt Chobi den Status einer Stadt und ist derzeit Verwaltungszentrum der Munizipalität Chobi.

## Söhne und Töchter des Ortes
- Konstantine Kemularia (* 1954), Politiker
- Manuchar Tschadaia (* 1985), Ringer